# 连山壮语
连山土语是北部壮语中的一种声调语言，分布在广东省的连山壮族瑶族自治县和怀集县的下帅乡等地。连山处于北温带和热带交界处，适合稻作，14世纪西瓯人的一支由南丹、柳州、平乐等地迁往连州、贺州。连山壮人一般自认是他们的后代，自称为tsy:ŋ5。
该土语有北部方言中罕见的送气音声母：ph、th、kh、khw、tsh等，但与南部方言送气音的词汇并无对应关系。如“黄蜂”、  “池塘”、“蛋”等词，南部方言分别为phen1、thum2、khjɑi5，  而连山土语则分别为ten2、tom2、kjɑi5，与北部方言对应词相同；连山送气音声母的词如phɑk8(累)、phui5(肥)、khut8(稠)，南部方言则分别为pɑk8、pei2、kwk8。浊塞音声母ˀb、ˀd在福堂和水丰土语中有保留，在上帅并入m、l，在小三江、加田并入p、l。其他壮语中的r音在该土语中发j音，比如rɑn2（家、房子）读作jɑn2，rom4（等）读作jom4。
连山土语有韵母7个，其中y是壮语标准音（武鸣话）中没有的。标准音的w在该土语中念œ，如ɳw2（草）念作ɳœ2，rw2（耳）念作rœ2。标准语中韵尾ɑɯ在该土语中没有，ɯ一律并入u韵尾，如标准音中kjɑɯ3、lɑɯ2、bɑɯ1在连山语中念kjɑu3、lɑu2、bɑu1。
连山地区由于长期壮汉杂居，受汉语影响较大，语法有与其他壮语不同之处。指量词组的修饰名词在该土语中常常置于名词之前而不是之后。比如“这两个人”在该土语中是ni4（这）so:ŋ1（两）pu4（个，指人的量词）wun2（人）。
连山土语与标准音一样有完整的8个声调，无分化、合并。连续变调现象大量存在，一般相连两个音节中前一音节读低降调。该土语还有一些独有词汇，如nɑ:u4（山）、lu3（哥）、pɑŋ6hɑ:ŋ2（龟）、phat7（骗）、kwɑŋ5（挂）。